# ورخنه‌کوداشوو
ورخنه‌کوداشوو (انگلیسی: Verkhnekudashevo) یک شهرک در شهرستان تاتیشلینسکی استان باشقیرستان کشور روسیه است.